# Prințul Henric al Prusiei (1726-1802)
Pentru fratele împăratului Wilhelm al II-lea, vezi Prințul Heinrich al Prusiei (1862-1929).
Pentru fratele regelui Frederic Wilhelm al II-lea al Prusiei, vezi Prințul Henric al Prusiei (1747–1767).
Frederic Henric Louis (germană Friedrich Heinrich Ludwig; 18 ianuarie 1726 – 3 august 1802), a fost prinț al Prusiei. A fost general și om de stat și, în 1786, s-a sugerat că ar putea fi candidat pentru a deveni monarh al Statelor Unite.

## Biografie
Născut la Berlin, Henric a fost al 13-lea copil al regelui Frederic Wilhelm I al Prusiei și a Prințesei Sophia Dorothea de Hanovra. Frate mai mic al regelui Frederic al II-lea al Prusiei, conflictele lui Henric cu "Frederic cel Mare" sunt aproape legendare.
În 1740, nu avea decât 14 ani când fratele lui mai mare, Frederic al II-lea al Prusiei, devenit rege, l-a numit colonel al regimentului 35 de infanterie și a participat la războiul silezian. Henric a trăit în umbra fratelui său, Frederic cel Mare, și uneori a criticat strategiile militare ale regelui și politica externă. În 1753 și-a publicat memoriile sub pseudonimul "mareșalul Gessler".
La 25 iunie 1752 Henric s-a căsătorit cu Prințesa Wilhelmina de Hesse-Kassel în Charlottenburg, însă nu au avut copii. Henric a locuit la castelul Rheinsberg primit în dar de la fratele său. În ciuda faptului că era căsătorit, pasiunea sa se îndrepta spre alți bărbați și a dezvoltat relații intime cu actorul Blainville  și contele francez emigrant La Roche-Aymon.